# 小林尚臣
小林 尚臣（こばやし しょうしん、1948年3月23日 - ）は、日本の俳優、声優。仕事所属。愛知県出身。

## 人物・来歴
学校法人桐朋学園卒業。1970年、劇団俳優座入団。1985年、現在の事務所に所属。
現在は、映画、テレビドラマ、舞台に出演のほか、声優などの活動等を行うなど多方面で活躍。

## 出演

### テレビドラマ
NHK
- 連続テレビ小説
  - 虹（1970年 - 1971年） - 三谷清志 役
  - いちばん星（1977年）
- 大河ドラマ
  - 峠の群像（1982年） - 岩瀬舎人 役
  - 平清盛（2012年） - 公家
- 新大型時代劇 / 宮本武蔵（1984年 - 1985年） - 村田与三 役
- 木曜時代劇 / ちいさこべ（2006年） - 兼六 役

NTV
- 傷だらけの天使 第16話「愛の情熱に別れの接吻を」（1974年） - ホスト
- 太陽にほえろ!
  - 第149話「七曲藤堂一家」（1975年） - 今井正彦 役
  - 第202話「手紙」（1976年） - 阿部一郎 役
  - 第302話「殺意の証明」（1978年） - 美容師（寺山の同僚）
  - 第326話「捜査」（1978年） - 花井伸二郎 役
  - 第369話「その一言」（1979年） - 江口進 役
  - 第469話「東京・鹿児島・大捜査線」、第470話「鹿児島・東京・大捜査線」（1981年） - 石山敏夫 役
  - 第556話「南国土佐・黒の推理」、第557話「南国土佐・黒の証明」（1983年） - 石井刑事 役
- 桃太郎侍 第95話「舞い込んだお姫様」（1978年） - 神谷庄三郎 役
- 新五捕物帳
  - 第88話「青春情話」（1979年） - 佐兵衛 役
  - 第111話「怪談・三味線堀」（1980年）
- 長七郎江戸日記 第1シリーズ 第117話「名君、会津に入る」（1986年） - 加藤明成 役
- 夏樹静子サスペンス / カビ（1987年）
- 土曜ドラマ / 金田一少年の事件簿  第7話「異人館ホテル殺人事件」（1996年） - 虹川幸雄 役
- 火曜サスペンス劇場
  - 救急指定病院 第2作（1994年） - 神崎刑事 役
  - 淫らなやつら（1999年）
  - 死刑囚の妹（2000年）
  - 身辺警護
    - 第5作（2000年） - 牧野直行 役
    - 第11作（2002年） - 寺田聡 役

  - だます女 だまされる女 第1作「消費生活相談vs悪徳商法の女社長」（2000年） - レポーター
  - 凍えるキリン（2001年）
  - 共犯（2002年）
- DRAMA COMPLEX / 妻の秘密 夫の不貞 姑の見栄（2006年）

TBS
- 海は甦える（1977年） - 海軍兵学寮生徒
- 東芝日曜劇場
  - ガラスの絆（1979年）
  - 夏に向って（1982年）
  - ふたりの舟（1983年）
  - 忘れもの -葉牡丹より-（1989年）
- 花王 愛の劇場 / 夫婦（1982年） - 横山教諭 役
- ひまわりの歌 第20話「クスリ屋の母子の恐ろしい計画!!」（1982年）
- ザ・サスペンス
  - 松本清張の時間の習俗（1982年） - 刑事
  - 消えたスクールバス（1982年）
  - 温情判事（1982年）
  - ガラスの絆（1983年）
  - 鳥取砂丘殺人事件（1984年）
- 水戸黄門
  - 第14部 第8話 「陰謀砕いた薪能・盛岡」（1983年） - 早坂源八郎
  - 第23部（1994年）
    - 第8話「狙われた娘馬子・善光寺」 - 安次
    - 第18話「闇夜に咲いた女義賊・米子」 - 八十吉

  - 第24部 第20話「駕籠屋と消えた黄門様 -出雲-」（1996年） - 熊五郎
  - 第26部 第26話「幸せ運んだ世直し旅 -足利-」（1998年） - 蛭間源四郎
  - 第27部 第21話「大金持ちの物拾い・与板」（1999年） - 佐原
- スクール☆ウォーズ 第25話「微笑む女神」（1985年） - 吉村
- 大型時代劇スペシャル / 愛に燃える戦国の女（1988年）
- ドラマチック22 / 絶唱（1990年）
- 江戸を斬るVIII 第4話「恋人を殺された女」（1994年） - 権造
- 大岡越前 第15部 第9話「白洲に立った将軍様」（1998年） - 平助
- 渡る世間は鬼ばかり 第5シリーズ 第34話（2000年） - 「岡倉」の客
- 月曜ミステリー劇場
  - ムコ入り刑事 高山家・明の事件ファイル 第1作（2003年）
  - 税理士 楠銀平の事件帳簿 第2作「領収書は語る」（2004年）

CX
- 大盗賊 第10話「涙で掟を守れ!」（1974年）
- 白い巨塔 第25話（1978年）
- 大空港
  - 第35話「衝撃の無差別殺人!」（1979年） - 松宮誠（東亜会構成員）
  - 第56話「爆走刑事登場 東京大スキャンダル」（1979年） - 芸能記者 ※小林尚史名義
- 江戸の旋風シリーズ
  - 同心部屋御用帳 江戸の旋風IV 第26話「さむらいの挽歌」（1979年）
  - 新・江戸の旋風（1980年）
    - 第8話「泣く子に捧げる風ぐるま」 - 弥吉
    - 第25話「ひと恋い橋」 - 鶴吉
- 岡っ引どぶ（1991年） - 語り
- 時代劇スペシャル
  - 愛妻武士道（1981年）
  - 旗本やくざ 大江戸喧嘩帳（1982年） - ナレーター
  - 道場破り（1982年） - ナレーター
  - 夕陽の用心棒（1983年） - ナレーター
  - 仕掛人・藤枝梅安 第5作「梅安針供養」（1983年） - 深井為次郎
  - 影狩り（1983年）
- 男と女のミステリー→金曜エンタテイメント
  - 海に消えた女（1989年）
  - 熱血ド演歌分校先生の事件通信簿 第1作「20年前の白骨死体が復讐!?」（1998年）
  - 名探偵 明智小五郎 第4作「吸血鬼」（1999年）
  - 妻は多重人格者（2006年）
- 仕掛人・藤枝梅安 第1作（1990年）
- 忠臣蔵 風の巻・雲の巻（1991年） - 岡島常樹（岡島八十右衛門）
- ボクたちのドラマシリーズ / 時をかける少女（1994年）
- 世にも奇妙な物語 春の特別編 「時間よ戻れ!」（1994年）

NET→ANB→EX
- 必殺シリーズ
  - 必殺仕置屋稼業 第11話「一筆啓上悪用が見えた」（1975年） - 駕篭屋　辰次
  - 新・必殺仕置人 第35話「宣伝無用」（1977年） - 浜田屋平蔵
  - 必殺仕事人 第61話「脅し技 闇医術千両潰し」（1980年） - 惣次郎
- 赤穂浪士（1979年） - 大石信清
  - 第2話「刃傷 松の大廊下」
  - 第3話「昼行燈と猫兵部」
  - 第26話「山科の別れ」
- 土曜ワイド劇場
  - 幽霊湖の花嫁（1979年）
  - 帝銀事件 大量殺人・獄中32年の死刑囚（1980年）
  - 迷探偵記者羽鳥雄太郎と駆け出し女刑事シリーズ 第4作（1987年）
  - 上流社会花嫁スキャンダル殺人事件（1990年）
  - 大密室殺人事件 第1作「殺された息子からの脅迫状・黒猫が知っているトリックの怪!」（1991年）
  - 私を抱いて! レインボーブリッジに佇む女!!（1994年）
  - タクシードライバーの推理日誌
    - 第9作「過去から来た女 時効直前 消された殺人犯!」（1998年） - 東都新聞社会部編集長
    - 第28作（2010年） - 沼田昌義
- 暴れん坊将軍シリーズ
  - 吉宗評判記 暴れん坊将軍
    - 第126話「二万両で売った恋」（1980年） - 高田竜之進
    - 第163話「鬼女を哭かせた腰抜け侍」（1981年） - 桜井十蔵

  - 暴れん坊将軍II 第70話「男は愛嬌 女はチカラで勝負する!」（1984年） - 庄田小左衛門
- 新・海峡物語（1981年、ANB）
- 新ハングマン 第20話「生徒を売る非行教師」（1983年） - 中沢栄二（飛龍工業高校教師）
- ニュードキュメンタリードラマ昭和 松本清張事件にせまる（1984年） - ナレーション
- ドラマスペシャル / 半熟ウィドゥ! 未亡人は18才（1987年）
- 七人の女弁護士 第2シリーズ 第3話「婚約破棄殺人事件! プロポーズを二度した男…」（1991年）
- 名奉行 遠山の金さん（1994年） - 平助
- 子連れ狼 第一部 第4話「死闘! 一刀対90人の無法者」（2002年） - 内村織部正
- 相棒
  - Season8 第11話「願い」（2010年） - 松井正（久我山会計事務）
  - Season12 第15話「見知らぬ共犯者」（2014年） - 山路康介（芸能評論家）
  - Season15 第5話「ブルーピカソ」（2016年） - 喫茶「CLOWN」マスター
  - Season21 第16話「女神」（2023年）- 竹村彰二
- 警視庁捜査一課9係（2016年） - 谷崎賢治 役

12ch→TX
- 月曜・女のサスペンス
  - 父は戦争に行った（1988年）
  - 列島縦貫事件シリーズ 洞爺湖温泉殺人事件（1991年）
- 荒木又右衛門～男たちの修羅（1994年）
- 北朝鮮拉致・めぐみ、お母さんがきっと助けてあげる（2003年） - 市川健一 役
- 水曜ミステリー9 / 介護ヘルパー紫雨子の事件簿 第1作「青い鳥を待つ女」（2012年） - 田子尚人 役

### 映画
- 刑事物語 兄弟の掟（1971年） - 警官
- 忍ぶ糸（1973年） - 杉田二郎
- 戦争と人間（1973年） - 星野二郎
- 世界名作童話 白鳥の王子（1977年） - 裁判官（声の出演）
- 巣立ちのとき 教育は死なず（1981年） - 牧内
- 裏ゴト師（1995年） - タイガー店長
- 月山（1979年） - 武男
- ラストシーン（2001年）
- 阿修羅のごとく（2003年）
- 脇役物語（2010年） - スポーツ新聞編集長

### 吹き替え

#### 映画
- アルテミシア
- ケインとアベル（1986年）
- アラビアのロレンス（1988年） - ファイサル王子/アレック・ギネス ※テレビ東京版
- 太陽は、ぼくの瞳（1999年） - 父
- タイタス（1999年） - マーカス・アンドロニカス/コルム・フィオール
- クレオパトラ（2000年） - ブルトウス/ショーン・パートウィー
- ピースメーカー - デューサン・ガブリック/マーセル・ユーレス ※TBS版
- D-TOX（2002年） - ドック/クリス・クリストファーソン ※ビデオ版
- クリクリのいた夏（2004年） - アメデ/アンドレ・デュソリエ

#### ドラマ
- アラン・ドロンの刑事物語
- ホーンブロワー 海の勇者 - マシューズ
- 則天武后（1996年） - ナレーター ※BS2版
- アリー my Love（1998年）
- WITHOUT A TRACE/FBI 失踪者を追え!
  - シーズン1（2002年） - リチャード
  - シーズン2 #6（2003年） - ロブ・ソーヤー
  - シーズン3（2004年） - マーク・ウィルソン/J・K・シモンズ
- 名探偵ポワロ 五匹の子豚（2005年） - ディプリーチ弁護士/パトリック・マラハイド ※NHK版
- ER緊急救命室シーズンⅩ #18（2005年） - ルバイン/アーミン・シマーマン
- デスパレートな妻たち シーズン2（2006 - 2007年） - バートン刑事/カート・フラー
- ザ・ホワイトハウス シーズン5-7（2008年） - ジェド・バートレット大統領/マーティン・シーン

#### アニメ
- トイ・ストーリー3（2010年） - チャックルズ
- ハワイアン・バケーション（2011年） - チャックルズ